# 니에카와역
니에카와역(일본어: 贄川駅)은 일본 나가노현 시오지리시에 있는 도카이 여객철도 주오 본선의 역이다.

## 역 구조 및 승강장
단선 승강장 1면 1선과 섬식 승강장 1면 1선, 합계 2면 2선의 승강장을 가진 지상역. 히데시오 방향 복선, 기소히라사와 방향 단선의 교환 가능역이기도 하다. 유치선, 과선교를 가진다. 통상의 승객 취급에는 1·2번선만 취급되고 있어, 2009년 3월 개정 운행 시간표로, 3번선의 경로는 철거되었다. 역의 화장실은, 2009년 4월에 일본풍 건물로 개조되었다. 옛 역사는 군데군데 여인숙마을의 분위기에 맞도록 손이 들어가고 있다. 일본국유철도 분할 민영화 전에 무인화되었던 무인역으로, 매표구였던 부분은 판타되고 있지만, 하물 창구는 그대로 남아져있다. 기소후쿠시마역 관리.
| 1 | ■ 주오 본선 | 하행 | 시오지리 · 나가노 방면   |
| 2 | ■ 주오 본선 | 상행 | 나카쓰가와 · 나고야 방면 |

## 역 주변
국도 제19호선에 면하고 있어, 국도 앞에 역 앞 광장이 있다. 구 나카센도의 니에카와주쿠는 역의 바로 남쪽에, 국도부터 선로를 걸쳐 앞의 장소에 니에카와관의 터가 있다.
- 나카센도 니에카와주쿠
- 신슈 리허빌리테이션 전문학교
- 나라이 강
- 국도 제19호선

## 이용 현황
1일 평균 승차 인원은 이하와 같이 되어 있다.
- 1999년도 - 117명
- 2000년도 - 103명
- 2001년도 - 90명
- 2002년도 - 68명
- 2003년도 - 67명
- 2004년도 - 59명
- 2005년도 - 42명
- 2006년도 - 41명
- 2007년도 - 43명
- 2008년도 - 44명

## 역사
- 1909년 12월 1일 : 일본국유철도 주오 토선 시오지리 - 나라이 간 개통과 동시에 개업. 여객 및 화물의 취급을 개시.
- 1911년 5월 1일 : 선로 명칭 제정. 이 역을 포함한 주오 토선이 주오 본선으로 개칭되었다.
- 1972년 11월 30일 : 화물의 취급을 폐지.
- 1987년 4월 1일 : 일본국유철도 분할 민영화에 의해, 도카이 여객철도의 역이 되었다.

## 인접 역
| 도카이 여객철도 주오 본선       | 도카이 여객철도 주오 본선 | 도카이 여객철도 주오 본선           |
| ------------------------------- | ------------------------- | ----------------------------------- |
| 히데시오 시오지리 · 나가노 방면 | ■ 주오 본선               | 기소히라사와 나카쓰가와·나고야 방면 |